# Sverre Istad
Sverre Geir Istad (Voss, 3 de enero de 1965) es un deportista noruego que compitió en biatlón. Ganó una medalla de plata en el Campeonato Mundial de Biatlón de 1991, en la prueba por equipos. Es hijo del también biatleta Jon Istad.

## Palmarés internacional
| Campeonato Mundial | Campeonato Mundial | Campeonato Mundial | Campeonato Mundial |
| Año                | Lugar              | Medalla            | Prueba             |
| ------------------ | ------------------ | ------------------ | ------------------ |
| 1991               | Lahti (Finlandia)  | Medalla de plata   | Equipo             |